# United Coalition of Reason
La United Coalition of Reason (Coalición Unida de la Razón) es una asociación estadounidense que trabaja por aumentar la visibilidad de grupos locales en la comunidad racionalista.
A escala nacional lleva a cabo campañas que subrayan el hecho de que los no-teístas viven en todas y cada una de las localidades a lo largo y ancho de Norteamérica. Localmente, esto se hace organizando grupos locales que se comunican entre sí y cooperan realizando eventos.
La organización también trabaja apoyando la Separación Iglesia-Estado en Estados Unidos.
Aunque, aunque no es un miembro de pleno derecho, participa activamente en la Coalición Laica de América (Secular Coalition for America). UnitedCoR tiene relaciones de cooperación con American Atheists, American Ethical Union, American Humanist Association, Center for Inquiry, FreeThoughtAction, la Fundación Richard Dawkins, el centro laico Secular Center y la Alianza Laica de Estudiantes.

## Historia
La organización fue fundada en 2009 y en su primer año de trabajo había creado ya una red de 20 agrupaciones locales siendo noticia a nivel mundial. Este esfuerzo ha incluido esponsorizar campañas en los medios de comunicación como la Valla publicitaria atea o la campaña de autobús ateo en Seattle, Washington y Portland. En 2010, la organización lanzó diez coaliciones locales más preparando el camino para crear otras en 2011.
Sus actividades han recibido ataques por parte de pastores religiosos como en el caso del llamamiento en Fort Worth, Texas, de un pastor religioso contra la Campaña del autobús ateo o contra los anuncios de la Dallas-Fort Worth Coalition of Reason.